# Andreas Reischek
Andreas Reischek (15. září 1845 Linec – 3. dubna 1902 Linec) byl rakouský cestovatel českého původu, etnograf a ornitolog, známý zvláště svými cestami na Nový Zéland.

## Životopis
Narodil se v Linci jako Andreas Tanzer, jeho otec, úředník finanční správy Ondřej Rejšek (9. ledna 1799 Záluží čp. 1 – ???) byl synem policejního strážníka a vysloužilého vojáka Matěje Rejška († 1815) ze Sušice a s Andreasovou matkou Barborou Tanzerovou (* 1817 v Mirovicích v Čechách) se oženil teprve 5. února 1850 v Linci.
Andreas Reischek byl vychováván vdovou Puchruckerovou po vrchním zahradníkovi na zámku Weinberg u Lince. Přírodovědné sbírky na zámku vzbudily jeho zájem o zoologii. Kolem roku 1853 se vrátil do Lince, avšak neměl peníze na studium a vyučil se pekařem.
V roce 1866 sloužil v armádě během Třetí italské války za nezávislost.
V letech 1870–1875 doprovázel na cestách mladšího syna barona Floriana Passeti von Friedenburg a získal tak jako samouk další znalosti v oblasti zoologie a botaniky.
Po svém odchodu do Vídně v roce 1875 zde pracoval jako preparátor. V roce 1875 se oženil s Adélou Havlicek (1852–1908). Dva roky po návratu z Nového Zélandu se jim narodil syn Andreas. (1892–1965, rakouský novinář).
V letech 1877–1889 pobýval na Novém Zélandu a věnoval se studiu života a kultury Maorů a shromažďování přírodovědné a etnografické sbírky.
V roce 1892 přijal zaměstnání v muzeu v Linci. Zde také zemřel v roce 1902 a byl pochován na místním hřbitově sv. Barbory.

## Výzkum na Novém Zélandu

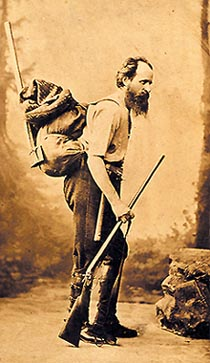
Ateliérové foto Andreasa Reischeka s cestovatelskou výbavou, cca 1880

Reischek se seznámil pracovně s dr. Ferdinandem von Hochstetterem, který byl intendantem v Přírodovědeckém muzeu ve Vídni a ten jej doporučil v roce 1876 dr. Juliu von Haast z Canterbury Muzeum na Novém Zélandu na funkci preparátora. Dostal smlouvu na dva roky.
V roce 1877 přicestoval na Nový Zéland do Christchurch. Na Novém Zélandu však nakonec strávil dvanáct let. Uskutečnil zde celkem devět vědeckých výprav po ostrovech. 
Naučil se jazyk Maorů a přátelil se s maorskými náčelníky. Při jedné z výprav byl sám jmenován náčelníkem a pojmenován “Ihaka Reiheke, Te Kiwi, Rangatira te Auturia”.
V roce 1889 se vrátil do Rakouska a přivezl sbírku přes 14 000 ks různých exponátů, včetně 3 016 ks ptáků, mezi nimi okolo 700 exponátů vymírajích ptáků, vč. ptáka Huia. Ve sbírce byly dále lebky savců, ryby, plazy a místní rostliny. Jeho sbírka zahrnovala také přes 400 ks maorských předmětů (zbraně, zemědělské a domácí nástroje, osobní ozdoby, aj.) a dále 37 lebek Maorů a dvě celá těla mumifikovaných Maorů.
Výsledky jeho práce a sbírky jsou uloženy v muzeích ve Vídni a na Novém Zélandu (Christchurch, Aucklandu a Wanganui).

## Ocenění
- V roce 1885 se stal členem Linnean Society of London za svůj přínos botanice[8]
- V roce 1903 byla po něm pojmenována jedna z ulic v Linci.
- Jsou po něm pojmenovány ulice i v dalších městech (Vídeň, Freistadt, Oftering, Deutch-Wagram).
- Čestné občanství města Linec.
- Byl po něm pojmenován papoušek (Reischek's parakeet – Cyanoramphus hochstetteri) žijící na Ostrovech Protinožců, jednom z novozélandských subantarktických ostrovů.[9]

## Zajímavost
- Reischek byl na svých cestách po souostroví Nového Zélandu doprovázen psem Césarem, který mu několikrát zachránil život[6]
- Česká spisovatelka Marie Magdalena Kadlecová napsala a vydala v roce 1967 dobrodružný román na motivy cestovatelských příběhů Andrease Reischka, Muž a pes, odehrávající se na ostrovech Nového Zélandu